# Na Kamenici
Na Kamenici (či Na kamenici) je 264 m n. m. vysoký vrch v okrese Louny Ústeckého kraje. Leží asi 1 km jjv. od vsi Malnice na jejím katastrálním území a území další vsi Lipenec.
Hřbet pokračuje na severovýchodě Liščím vrchem (249 m n. m.).

## Geomorfologické zařazení
Geomorfologicky vrch náleží do celku Dolnooharská tabule, podcelku Hazmburská tabule, okrsku Lounská pahorkatina a podokrsku Cítolibská pahorkatina.